# 톰 아널드
톰 아널드(Tom Arnold, 1959년 3월 6일 ~ )는 미국의 배우이다.

## 출연 작품
- 트루 라이즈
- 인테로게이션 - 로버트 젱크스 역
- 리틀 포니 프린세스 - 다니엘 워렌 역